# The Feed
The Feed ou A Fonte (em português brasileiro) é uma série de drama e suspense psicológico britânica baseada no romance homônimo de ficção científica de Nick Clark Windo. A série estreou em 16 de setembro de 2019 na Virgin Media no Reino Unido, e todos os dez episódios foram lançados em 22 de novembro de 2019 no Prime Video.

## Enredo
The Feed acontece em Londres em um futuro próximo e segue "a família britânica de Lawrence Hatfield, o homem que inventou uma tecnologia onipresente chamada The Feed. Implantado no cérebro de quase todas as pessoas, The Feed (ou "A Fonte" em português brasileiro) permite que as pessoas compartilhem informações, emoções e memórias instantaneamente. Mas as coisas começam a dar errado e os usuários se tornam assassinos, a família é afastada enquanto lutam para controlar o monstro que desencadearam."

## Elenco
- Michelle Fairley como Meredith Hatfield
- Guy Burnet como Thomas Edward "Tom" Hatfield
- Nina Toussaint-White como Kate Hatfield
- Jeremy Neumark Jones como Ben Hatfield
- Clare-Hope Ashitey como Evelyn "Evie" Kern
- Osy Ikhile como Maxwell Jeremiah "Max" Vaughn
- Shaquille Ali-Yebuah como Danny Morris
- Chris Reilly como Gil Tomine
- Jing Lusi como Miyu Hatfield
- Tanya Moodie como Sue Cole
- David Thewlis como Lawrence Emmanuel Hatfield

## Produção

### Desenvolvimento
Em 8 de fevereiro de 2018, foi anunciado que as empresas de produção britânicas Liberty Global e All3Media International, juntamente com a Amazon Prime Video (como distribuidor internacional) se uniriam para produzir uma adaptação em série de televisão do romance The Feed, de Nick Clark Windo. A série é escrita por Channing Powell, que produz ao lado de Susan Hogg e Stephen Lambert. Cada um dos diretores é creditado por dois episódios. Em 3 de maio de 2018, foi esclarecido que Powell foi creditado com a criação da série e que o pedido da série era para uma primeira temporada composta por dez episódios.

### Elenco
Em 3 de maio de 2018, foi anunciado que Guy Burnet, Nina Toussaint-White, David Thewlis e Michelle Fairley foram escalados como regulares da série.

### Filmagem
A filmagem principal da primeira temporada começou em maio de 2018 no Reino Unido. "The Feed" filmou cenas em Shrewsbury, Inglaterra, em dezembro de 2018. Em 11 de janeiro de 2019, as filmagens ocorreram no centro da cidade de Liverpool, Inglaterra.

## Lançamento
The Feed foi transmitido no Amazon Prime Video nos Estados Unidos, Canadá e na América Latina e nas plataformas internacionais da Liberty Global, incluindo a Virgin Media no Reino Unido. A All3Media International distribuirá a série outros lugares do mundo, além das plataformas Amazon e Liberty Global.